# Carucata
Carucata (aus dem Lateinischen caruca, übersetzt Pflug; Plural: Carucatae; englisch carucate) ist ein aus England stammendes mittelalterliches Flächenmaß, das der Erhebung von Steuern diente. Die entsprechenden Abgaben wurden carucages genannt. Ein Carucata umfasst die Ackerfläche, die ein Pfluggespann innerhalb eines Jahres bearbeiten kann, und entspricht in etwa 120 mittelalterlichen Acre. Hierbei besteht ein Pfluggespann rechnerisch aus acht Ochsen, und entsprechend lässt sich eine Carucata in acht Bovata (englisch bovate) unterteilen.
Im größeren Umfang wurde die Carucata als Flächenmaß in dem 1086 entstandenen Domesday-Book verwendet, insbesondere in Nordengland, in den nördlichen Bereichen der Midlands und in East Anglia. In diesem Bereich gab es in Bezug auf die Flächenaufteilungen einen erheblichen Einfluss durch dänische Siedler, wobei diese die Einheit wahrscheinlich plogslands nannten und dies dann die Autoren des Domesday-Books in carucatæ übersetzten, wobei das Verhältnis nicht immer 1:1 war. In den mehr angelsächsisch geprägten Regionen Englands war das auf Hîden beruhende System üblich. Während um die 100 Hîden zu Hundreds zusammengelegt wurden, kam bei den Carucatae das Duodezimalsystem zum Zuge, bei dem es typischerweise zur Bildung von Zwölfergruppen kam. Durch das Domesday-Book verbreitete sich die Carucata über den gesamten anglo-normannischen Herrschaftsbereich, der ab dem Ende des 12. Jahrhunderts auch Teile Irlands einschloss.